# 2015年哥倫比亞山崩事故
2015年哥倫比亞山崩事故，是指發生於2015年5月18日，在哥倫比亞安蒂奧基亞省薩爾加市的山崩事故。當地因為連日大雨，造成大規模的土石流爆發，目前已知超過78人死，38人受傷。本次事故也是該國自1999年亞美尼亞城大地震後，單一事故死傷人數最多的天然災害。

## 背景
哥倫比亞的地形與頻發的地震活動，使其容易遭受天災。1975至2015年間，共發生了150起嚴重天災，累計有32000人死亡。洪水在該國山區並非罕見，偶爾會造成嚴重的山崩。2010至2011年間，就曾發生過一系列的洪水與山崩事故，奪走了1374人的性命，摧毀了超過十萬戶住家。

## 山崩
2015年5月18日，哥倫比亞的La Libordiana地區發生了山崩。於凌晨三時左右，山崩引發的土石流衝往安蒂奧基亞省的薩爾加市。事故前幾天，城市附近的山區已經下了連續數日的大雨，圍繞該市的考卡河支流Libordiana河，其上游因而被淹沒，並導致山崩與土石流的發生；而如此迫在眉睫的危險並沒有被發現，是因為當時在洪水氾濫的山區，僅剩下少數幾人仍在居住。
一位倖存者稱，大家尖叫聲四起，他想跑去幫忙，但洪水把橋梁都淹沒了，他無法跨越；另一位說，大家跑到外面的馬路和教堂避難，燈光全滅了，大家處在黑暗中，只能拿著手電筒眼看著一切消失。山崩的巨大威力摧毀了房屋，以及遇難者的四肢。根據薩爾加市長Olga Eugenia Osorio的說法，Santa Margarita鎮已經從地圖上消失，該鎮是組成薩爾加市的四個城鎮之一。

## 救災
至少有78人死於本起事故。受害者的遺體，從災難現場，到距離現場100公里遠的河流下游都有發現；截至5月20日統計，仍有數量不明的失蹤者與38人受傷，包括一所小學在內的數十個建築物被埋，超過500人因此次事故受害。
此次事故的很多屍體嚴重受損，使得辨認工作變得困難，不得不將遺骸運往省會麦德林進行辨認。事故發生的三小時後，總統胡安·曼努埃尔·桑托斯抵達了災區視察，以監督救援行動；他並承諾政府將發放每位受難者約6500美金的補助金以協助災民，並宣布該地進入公共災難（public calamity）狀態。災民已獲得食物與毛毯，但被命令暫時不要回到城鎮中，以免萬一再發生土石流導致傷亡增加。至少15輛載有飲用水的卡車已運抵災區薩爾加，政府要求人民不要再進行物資捐贈，但接受金錢捐贈災區。